# بریستول (شهرک)، شهرستان کنوشا، ویسکانسین
بریستول (به انگلیسی: Bristol) یک منطقهٔ مسکونی در ایالات متحده آمریکا است که در شهرستان کنوشا، ویسکانسین واقع شده‌است. بریستول ۹۰٫۸ کیلومتر مربع مساحت و ۴٬۵۳۸ نفر جمعیت دارد و ۲۱۲ متر بالاتر از سطح دریا واقع شده‌است.